# 貴陽市

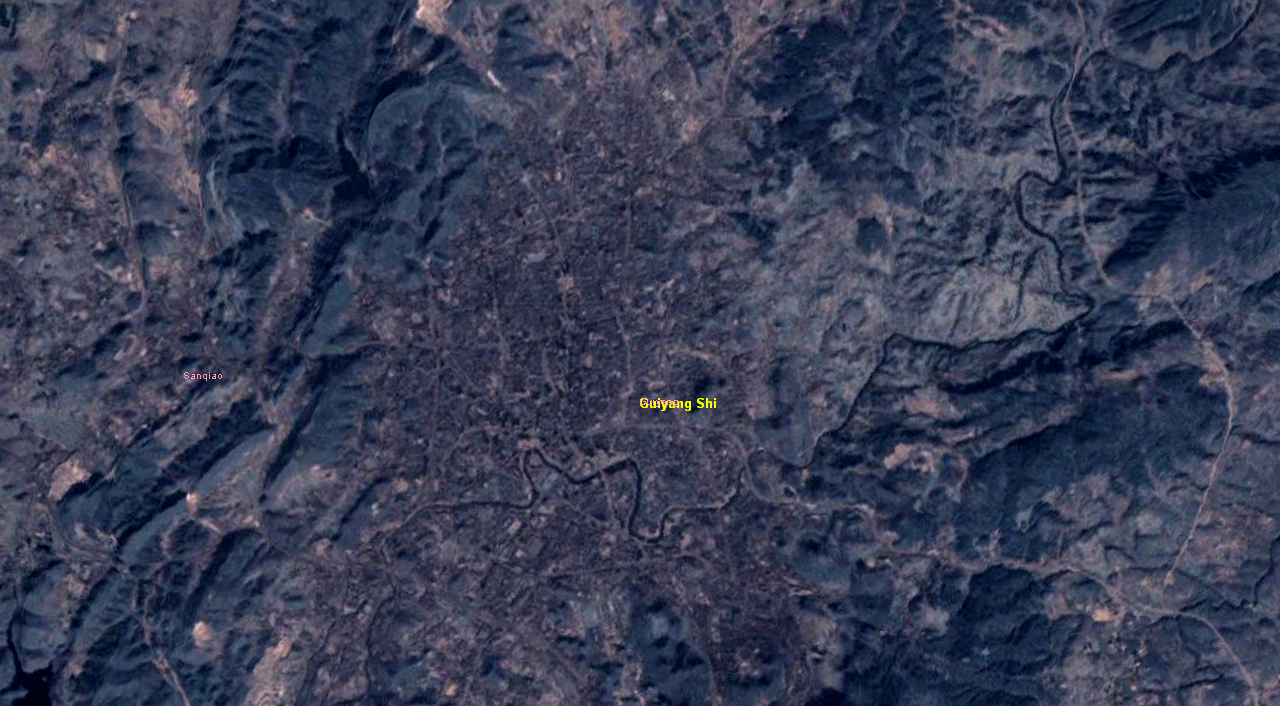
貴陽市の衛星画像

東山寺遺址から望む貴陽中心部の夕景

貴陽市（きよう-し、簡体字中国語: 贵阳市、拼音: Guìyáng、英語: Guiyang）は、中華人民共和国貴州省の省都。市内に森林が多いことから林城の別名がある。市名は貴山の南にあることに由来する。

## 地理
省中央部に位置し、東及び南は黔南プイ族ミャオ族自治州、西は安順市、北は畢節市・遵義市に接する。

## 歴史
古来より少数民族が割拠し、戦国時代には夜郎国の地であった。唐代になると烏江以南の地域に羈縻州を設置、市域は矩州に属した。宋代になると貴州と改称、1279年（至元16年）には八番羅甸宣慰司、1282年（至元19年）、順元等路軍民宣慰司を設置、1292年（至元29年）には順元、八番の両宣慰司を統合、八番順元宣慰司都元帥府を貴陽に設置し貴州と称された。
明代になると1413年（永楽11年）、貴州等処承宣布政使司を設置され、省級行政単位が成立した。1568年（隆慶2年）、省会は程番府が貴州城に編入、1569年（隆慶3年）に程番府が貴陽府と改称され、貴陽の行政区画名称が使用されるようになった。1601年（万暦29年）、貴陽府は貴陽軍民府と改称され、明末には新貴県・貴定県・開州・広順州・定番州を管轄した。
1659年（順治16年）、清朝は貴州巡撫駐貴陽軍民府を設置、1666年（康熙5年）には雲貴総督が貴陽に駐留している。1687年（康熙26年）、貴陽軍民府を貴陽府と改称、清末には貴筑県・貴定県・竜里県・修文県・開州・広順州・定番州・羅斛庁の4県3州1庁を管轄した。
中華民国が成立すると1914年（民国3年）、貴陽府が廃止され貴陽市が成立、当初は黔中道の管轄に於かれた。1920年（民国9年）、道制が廃止されると貴州省長公署の直轄とされ、1936年（民国25年）の行政督察区制度の施行に伴い第一行政督察区の所管とされた。1941年（民国30年）7月1日、行政院により貴陽市設置が正式に認可され、1949年（民国33年）には市内に9区を設置している。
1949年11月5日、共産党軍が貴陽市に入城、11月23日に貴陽市人民政府が成立している。翌日貴陽行政督察専員公署が修文県に成立、下部に修文、竜里、貴定、息烽、開陽、貴筑、清鎮、恵水、甕安、長順、羅甸の11県を管轄した。1952年、貴陽区行政督察専員公署が廃止となり貴定専区に改編、1954年3月には貴筑県の大部分が、同年12月には安順専区管轄の清鎮、修文、開陽の3県及び黔南州管轄の恵水県が貴陽市に移管されている。1963年10月、開陽県は遵義専署、修文県、清鎮県は安順専署、恵水県は黔南州に移管された。1972年、市内に白雲区を新設、1996年には安順地区管轄の清鎮市、修文県、息烽県、開陽県が貴陽市に移管されている。

## 行政区画
6市轄区・1県級市・3県を管轄下に置く。
- 市轄区：
  - 南明区・雲岩区・花渓区・烏当区・白雲区・観山湖区
- 県級市：
  - 清鎮市
- 県：
  - 開陽県・息烽県・修文県

| 貴陽市の地図                                                            |
| ----------------------------------------------------------------------- |
| 南明区 雲岩区 花渓区 烏当区 白雲区 観山湖区 開陽県 息烽県 修文県 清鎮市 |

### 年表
この節の出典

#### 貴陽市
- 1949年10月1日 - 中華人民共和国貴州省貴陽市が発足。一区から九区までの区が成立。(9区)
- 1950年5月23日 - 市内行政区域の再編により、一区から七区までの区が成立。(7区)
- 1952年9月5日 - 五区・六区・七区が合併し、郊区が発足。(5区)
- 1952年11月8日 - 貴陽専区貴筑県を編入。(5区1県)
- 1953年6月21日 - 四区が三区に編入。(4区1県)
- 1955年3月 (8区1県)
  - 貴筑県の一部が分立し、花渓区・金華区・烏当区・中曹区が発足。
  - 郊区の一部が分立し、黔霊区が発足。
  - 郊区の残部が一区・二区・三区に分割編入。
- 1955年7月16日 - 貴筑県が貴定専区に編入。(8区)
- 1955年8月19日 - 一区が雲岩区に、二区が富水区に、三区が南明区にそれぞれ改称。(8区)
- 1956年12月21日 - 花渓区・金華区・烏当区・中曹区・黔霊区が合併し、郊区が発足。(4区)
- 1957年11月29日 - 安順専区貴筑県・修文県の各一部が郊区に編入。(4区)
- 1958年2月12日 - 富水区が雲岩区に編入。(3区)
- 1958年2月24日 - 郊区が分割され、花渓区・烏当区が発足。(4区)
- 1958年4月 (4区)
  - 花渓区の一部が南明区に編入。
  - 烏当区の一部が雲岩区に編入。
- 1958年6月 - 黔南プイ族ミャオ族自治州長順県の一部が花渓区に編入。(4区)
- 1958年12月29日 - 安順専区清鎮県・修文県・開陽県、黔南プイ族ミャオ族自治州恵水県を編入。(4区4県)
- 1959年12月 - 烏当区の一部が分立し、白雲鎮が発足。(4区4県1鎮)
- 1962年2月 - 恵水県の一部が花渓区に編入。(4区4県1鎮)
- 1962年7月 - 白雲鎮が烏当区に編入。(4区4県)
- 1963年5月20日 - 恵水県が自治県に移行し、恵水プイ族ミャオ族自治県となる。(4区3県1自治県)
- 1963年10月23日 (4区)
  - 恵水プイ族ミャオ族自治県が黔南プイ族ミャオ族自治州に編入。
  - 開陽県が遵義専区に編入。
  - 清鎮県・修文県が安順専区に編入。
- 1966年2月22日 - 安順専区開陽県の一部が分立し、開陽特区が発足。(4区1特区)
- 1968年3月14日 - 開陽特区が安順専区開陽県に編入。(4区)
- 1973年6月7日 - 烏当区の一部が分立し、白雲区が発足。(5区)
- 1995年7月21日 - 安順地区修文県・息烽県・開陽県を編入。(5区3県)
- 1995年12月23日 - 清鎮市を編入。(5区1市3県)
- 2000年1月21日 - 花渓区の一部が分立し、小河区が発足。(6区1市3県)
- 2007年8月30日 - 烏当区・南明区の各一部が雲岩区に編入。(6区1市3県)
- 2012年11月15日 (6区1市3県)
  - 花渓区・小河区が合併し、花渓区が発足。
  - 烏当区・清鎮市の各一部が合併し、観山湖区が発足。

#### 貴陽専区
- 1949年10月1日 - 中華人民共和国貴州省貴陽専区が成立。貴筑県・貴定県・竜里県・恵水県・清鎮県・修文県・開陽県・息烽県・長順県・甕安県が発足。(10県)
- 1951年3月18日 - 独山専区羅甸県を編入。(11県)
- 1952年11月8日 - 貴筑県が貴陽市に編入。(10県)
- 1952年12月4日 - 貴陽専区が貴定専区に改称。

## 気候
標高1,100mに位置する高原都市で、年間を通して、極端な寒さや暑さも無い過ごしやすい気候である。1月の平均気温は5.5度、7月の平均気温は24.4度、年平均気温は15.7度、年間降水量は1117.7mmである。ケッペンの気候区分では温暖湿潤気候（Cfa）と温帯夏雨気候（Cwa）の境界に当たる。
| 貴陽 (1991-2020)の気候                    | 貴陽 (1991-2020)の気候 | 貴陽 (1991-2020)の気候 | 貴陽 (1991-2020)の気候 | 貴陽 (1991-2020)の気候 | 貴陽 (1991-2020)の気候 | 貴陽 (1991-2020)の気候 | 貴陽 (1991-2020)の気候 | 貴陽 (1991-2020)の気候 | 貴陽 (1991-2020)の気候 | 貴陽 (1991-2020)の気候 | 貴陽 (1991-2020)の気候 | 貴陽 (1991-2020)の気候 | 貴陽 (1991-2020)の気候 |
| 月                                        | 1月                    | 2月                    | 3月                    | 4月                    | 5月                    | 6月                    | 7月                    | 8月                    | 9月                    | 10月                   | 11月                   | 12月                   | 年                     |
| ----------------------------------------- | ---------------------- | ---------------------- | ---------------------- | ---------------------- | ---------------------- | ---------------------- | ---------------------- | ---------------------- | ---------------------- | ---------------------- | ---------------------- | ---------------------- | ---------------------- |
| 平均最高気温 °C （°F）                    | 7.5 (45.5)             | 11.2 (52.2)            | 15.9 (60.6)            | 20.9 (69.6)            | 23.8 (74.8)            | 25.4 (77.7)            | 27.7 (81.9)            | 27.9 (82.2)            | 24.9 (76.8)            | 19.6 (67.3)            | 15.4 (59.7)            | 9.3 (48.7)             | 19.13 (66.42)          |
| 日平均気温 °C （°F）                      | 4 (39)                 | 6.7 (44.1)             | 10.9 (51.6)            | 15.6 (60.1)            | 18.9 (66)              | 21.2 (70.2)            | 23.2 (73.8)            | 22.8 (73)              | 20.1 (68.2)            | 15.6 (60.1)            | 11.2 (52.2)            | 5.7 (42.3)             | 14.66 (58.38)          |
| 平均最低気温 °C （°F）                    | 1.9 (35.4)             | 4 (39)                 | 7.9 (46.2)             | 12.2 (54)              | 15.7 (60.3)            | 18.5 (65.3)            | 20.2 (68.4)            | 19.6 (67.3)            | 17 (63)                | 13 (55)                | 8.5 (47.3)             | 3.3 (37.9)             | 11.82 (53.26)          |
| 雨量 mm （inch）                          | 26.5 (1.043)           | 23.5 (0.925)           | 46.8 (1.843)           | 86.7 (3.413)           | 184.6 (7.268)          | 214.3 (8.437)          | 171.9 (6.768)          | 131.8 (5.189)          | 89.4 (3.52)            | 90.8 (3.575)           | 38.3 (1.508)           | 23.4 (0.921)           | 1,128 (44.41)          |
| 出典：China Meteorological Administration |                        |                        |                        |                        |                        |                        |                        |                        |                        |                        |                        |                        |                        |

| 貴陽(1971-2000)の気候                        | 貴陽(1971-2000)の気候 | 貴陽(1971-2000)の気候 | 貴陽(1971-2000)の気候 | 貴陽(1971-2000)の気候 | 貴陽(1971-2000)の気候 | 貴陽(1971-2000)の気候 | 貴陽(1971-2000)の気候 | 貴陽(1971-2000)の気候 | 貴陽(1971-2000)の気候 | 貴陽(1971-2000)の気候 | 貴陽(1971-2000)の気候 | 貴陽(1971-2000)の気候 | 貴陽(1971-2000)の気候 |
| 月                                           | 1月                   | 2月                   | 3月                   | 4月                   | 5月                   | 6月                   | 7月                   | 8月                   | 9月                   | 10月                  | 11月                  | 12月                  | 年                    |
| -------------------------------------------- | --------------------- | --------------------- | --------------------- | --------------------- | --------------------- | --------------------- | --------------------- | --------------------- | --------------------- | --------------------- | --------------------- | --------------------- | --------------------- |
| 平均最高気温 °C （°F）                       | 8.8 (47.8)            | 10.8 (51.4)           | 16.1 (61)             | 21.2 (70.2)           | 24.1 (75.4)           | 26.4 (79.5)           | 28.3 (82.9)           | 28.5 (83.3)           | 25.1 (77.2)           | 20.5 (68.9)           | 15.9 (60.6)           | 11.6 (52.9)           | 19.8 (67.6)           |
| 平均最低気温 °C （°F）                       | 2.7 (36.9)            | 4.0 (39.2)            | 7.8 (46)              | 12.7 (54.9)           | 16.3 (61.3)           | 19.1 (66.4)           | 20.7 (69.3)           | 20.2 (68.4)           | 17.4 (63.3)           | 13.3 (55.9)           | 9.0 (48.2)            | 4.7 (40.5)            | 12.3 (54.1)           |
| 降水量 mm （inch）                           | 20.5 (0.807)          | 20.1 (0.791)          | 32.8 (1.291)          | 87.6 (3.449)          | 164.6 (6.48)          | 225.2 (8.866)         | 177.0 (6.969)         | 126.8 (4.992)         | 100.1 (3.941)         | 97.5 (3.839)          | 47.4 (1.866)          | 18.1 (0.713)          | 1,117.7 (44.004)      |
| % 湿度                                       | 80                    | 78                    | 76                    | 75                    | 76                    | 78                    | 77                    | 76                    | 76                    | 77                    | 77                    | 76                    | 77                    |
| 平均月間日照時間                             | 41.2                  | 47.1                  | 81.8                  | 103.5                 | 108.4                 | 104.2                 | 154.4                 | 167.1                 | 119.4                 | 91.4                  | 69.0                  | 62.4                  | 1,149.9               |
| 出典：中国气象局 国家气象信息中心 2009-09-10 |                       |                       |                       |                       |                       |                       |                       |                       |                       |                       |                       |                       |                       |

## 経済
1992年貴州省内唯一の貴陽ハイテク産業開発区が成立し、2000年に再編が行われて、新天ハイテク産業パークと金陽科学技術産業パークが新設された。2004年の全市生産総額（GDP）は対前年比13.8%増の438.5億人民元であった。

## 交通

### 航空

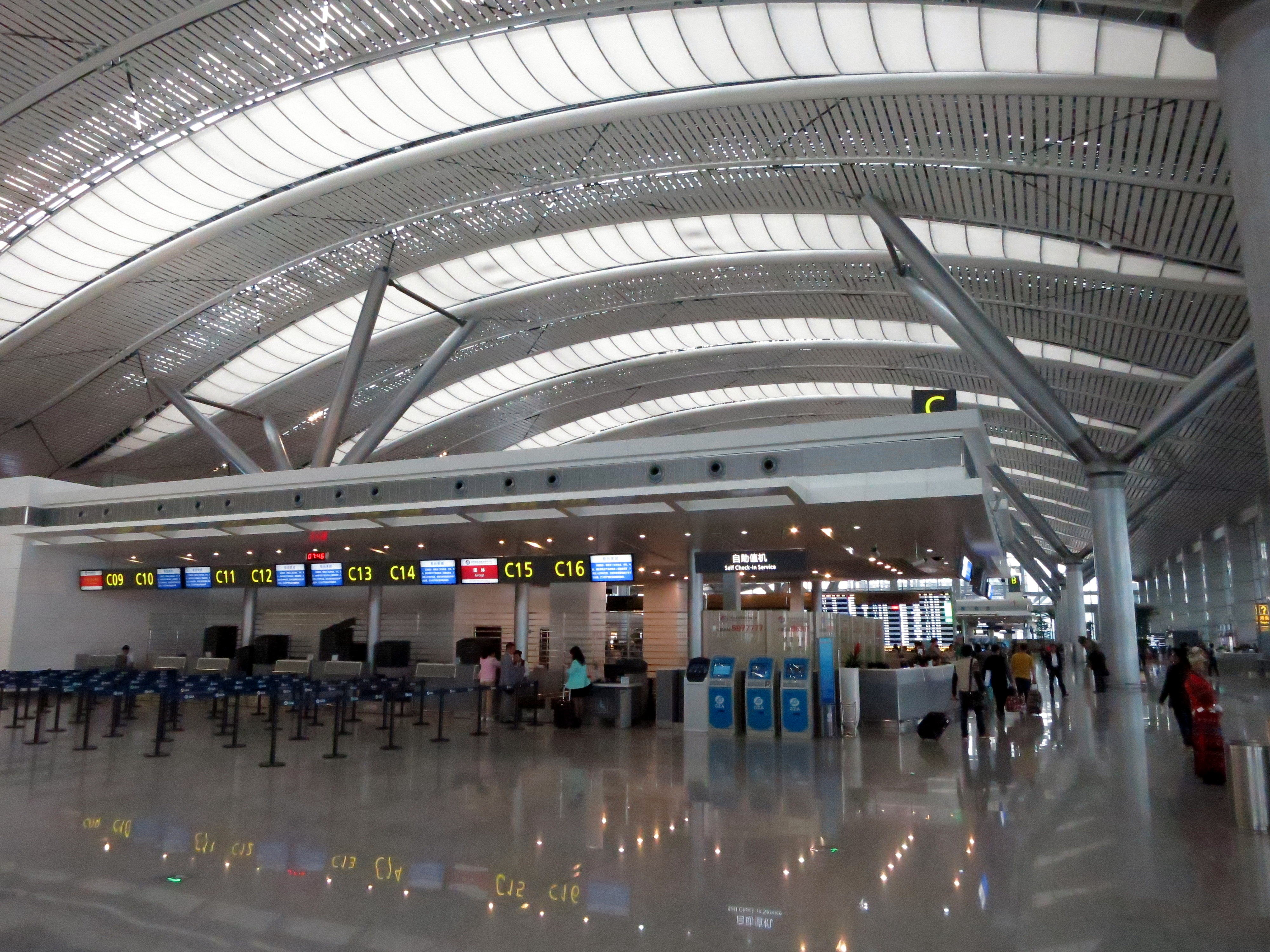
貴陽龍洞堡国際空港

- 貴陽龍洞堡国際空港

### 鉄道

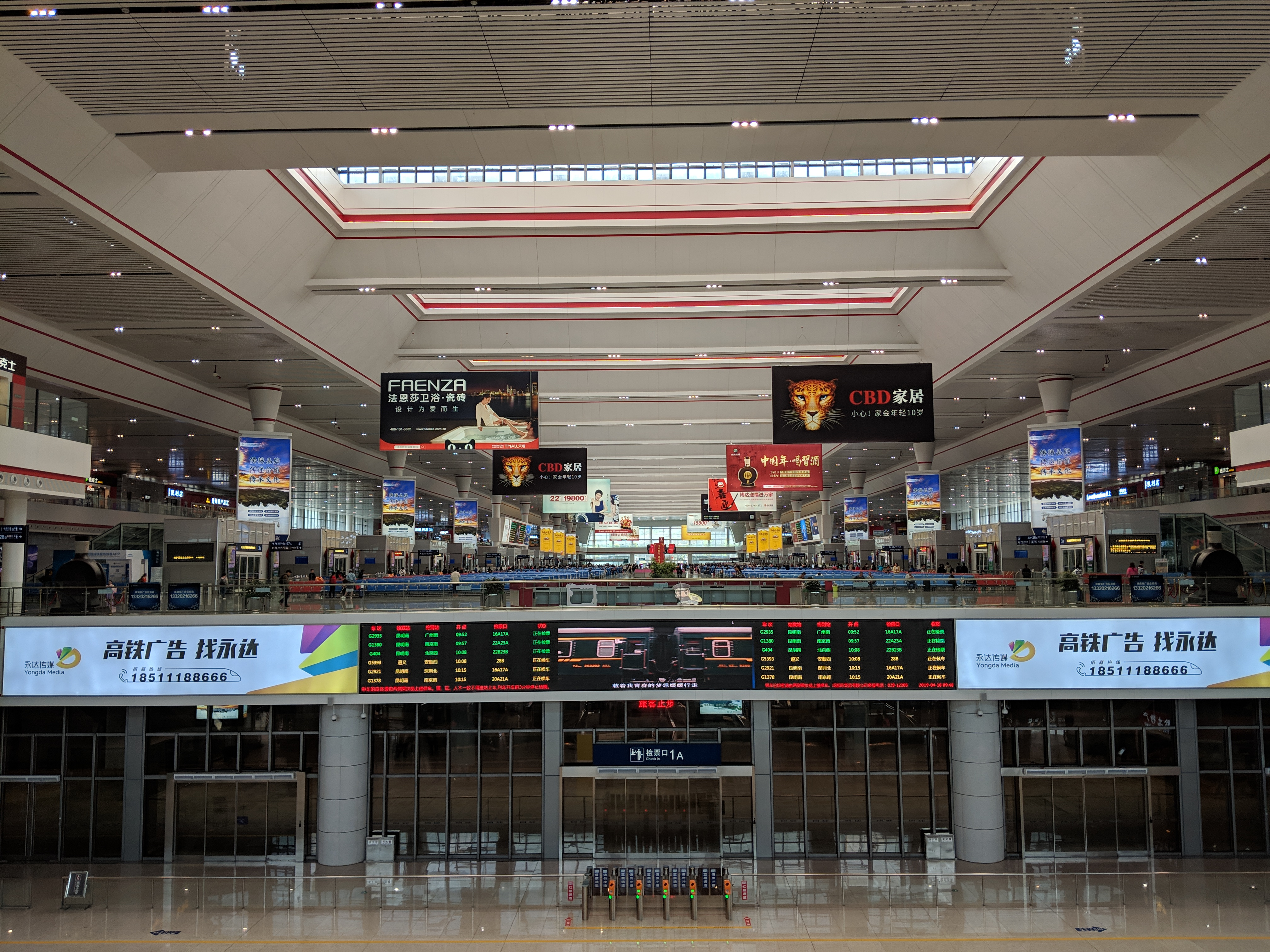
貴陽北駅

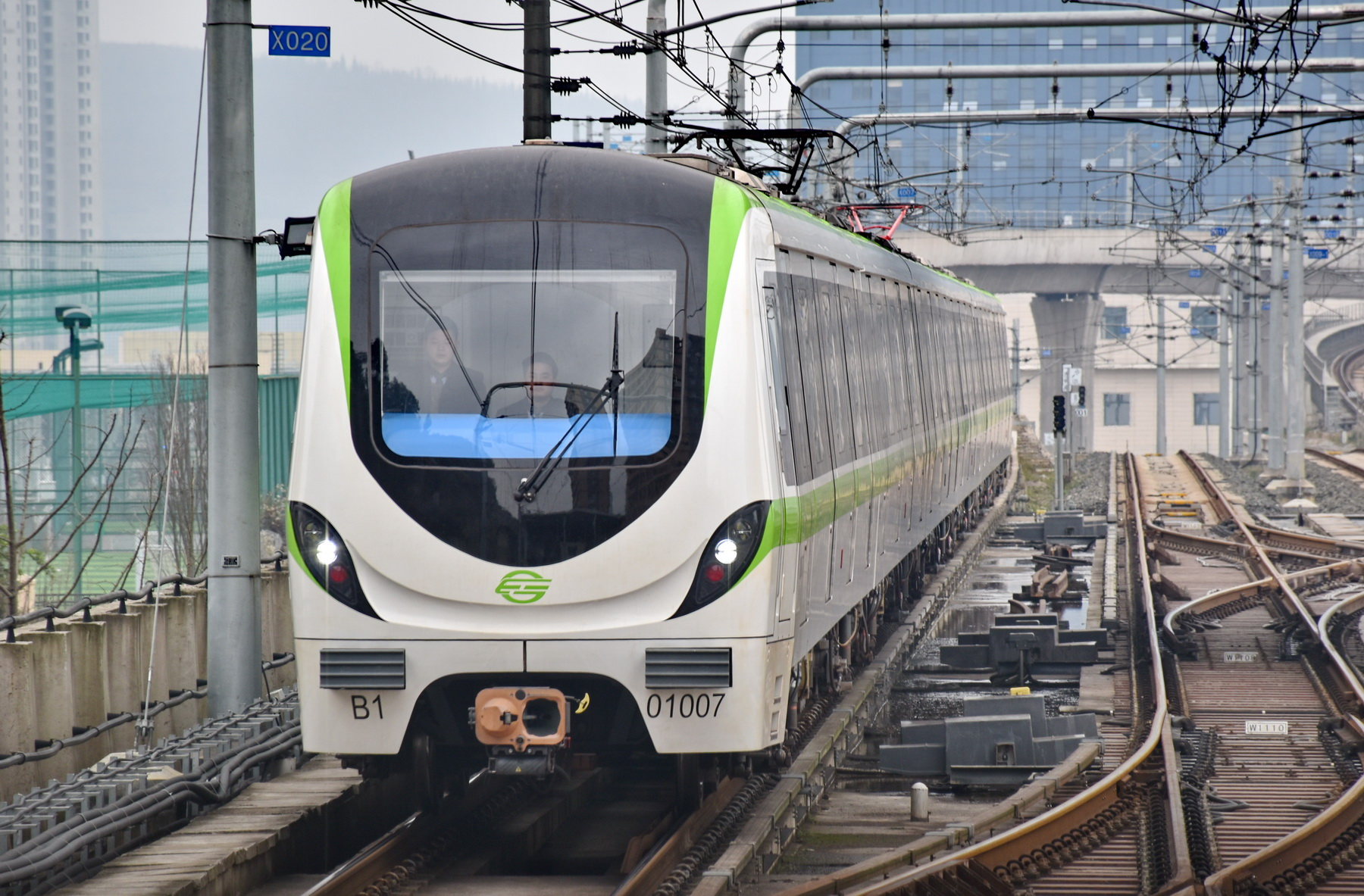
貴陽軌道交通の車両

- 貴陽駅
  - 滬昆線
  - 黔桂線（中国語版）
  - 川黔線
- 貴陽北駅
  - 滬昆旅客専用線
  - 貴広旅客専用線
  - 貴南旅客専用線（中国語版）
  - 成貴旅客専用線
  - 渝貴線
  - 貴陽市環状鉄道
  - 貴開都市間鉄道（中国語版）
- 貴陽東駅
  - 滬昆旅客専用線
  - 貴広旅客専用線
  - 貴南旅客専用線（中国語版）
  - 成貴旅客専用線
  - 貴陽市環状鉄道

- 貴陽軌道交通
  - 1号線
  - 2号線
  - 3号線

### 道路

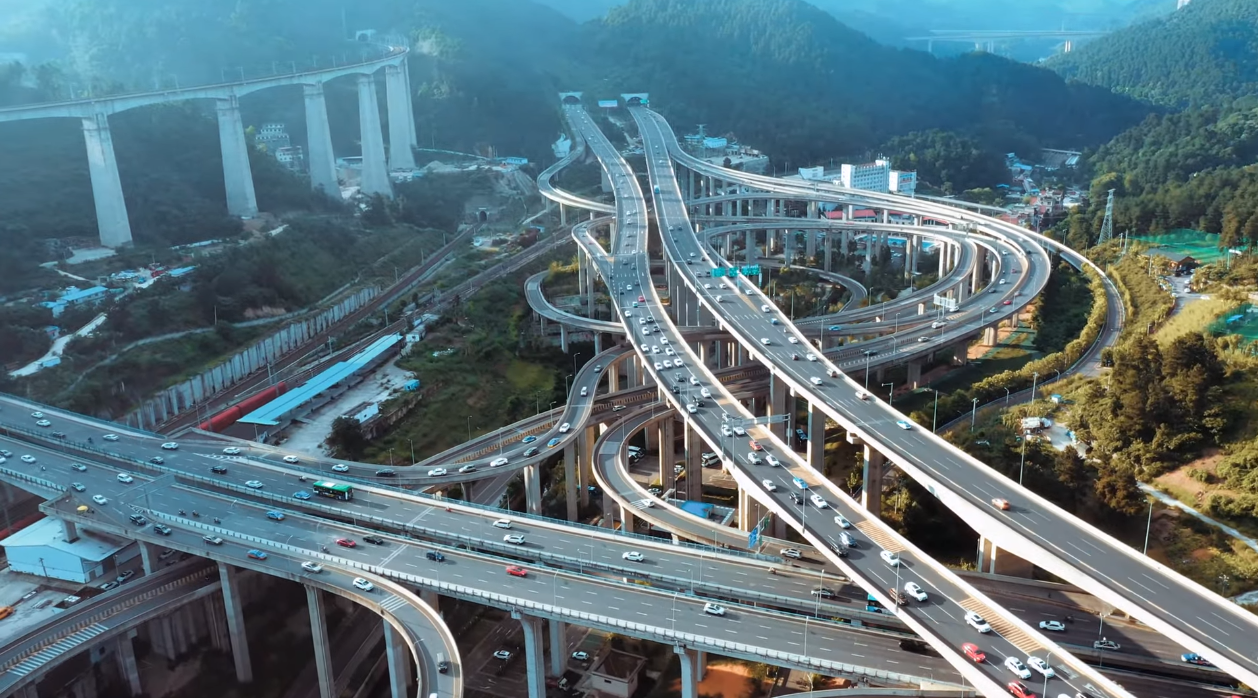
中環路 黔春ジャンクション

- 高速道路
  - 滬昆高速道路
  - 銀百高速道路
  - 蘭海高速道路
  - 厦蓉高速道路
  - 貴陽環状高速道路
  - S01 貴陽南環高速道路
  - S30 江黔高速道路
  - S82 黔大高速道路
  - S89 花安高速道路
- 国道
  - G210国道
  - G320国道
  - G321国道

## 姉妹都市
- 恵庭市（日本国 北海道 石狩振興局）（1986年）
- パーマストンノース（ニュージーランド国 マナワツ・ワンガヌイ地方）（1992年8月17日）
- フォートワース（アメリカ合衆国 テキサス州）（2011年10月17日）
- ミーズ県（アイルランド共和国 レンスター地方）（2014年）